# ESPNscrum
Pour les articles homonymes, voir Scrum.
Scrum.com ou ESPNscrum est un site web spécialisé dans le rugby à XV.

## Histoire
La plateforme scrum.com en langue anglaise est créée en 1997 par l'éditeur de presse EMAP.
En 1999, elle est revendue au réseau de plateformes sportives Sportal.
Alors que Sportal disparaît en 2001, la plateforme scrum.com destinée elle-aussi à disparaître est maintenue par un groupe de volontaires.
Le 22 août 2007, ESPN rachète scrum.com.
En mai 2009, la plateforme ESPNdeportes.com en langue espagnole est lancée, à destination du marché de l'Argentine et de l'Amérique latine.